# Laboya Dete
Laboya Dete is een bestuurslaag in het regentschap West-Soemba van de provincie Oost-Nusa Tenggara, Indonesië. Laboya Dete telt 1792 inwoners (volkstelling 2010).